# قرة ليندسي
قرة ليندسي (بالإنجليزية: Kara Lindsay)‏ هي ممثلة أمريكية، ولدت في 16 فبراير 1985 في الولايات المتحدة.

## وصلات خارجية
- قرة ليندسي على موقع IMDb (الإنجليزية)
- قرة ليندسي على موقع قاعدة بيانات برودواي على الإنترنت (الإنجليزية)
- قرة ليندسي على موقع قاعدة بيانات الفيلم (الإنجليزية)